# Robert Vanlerberghe
Robert Vanlerberghe (Rollegem-Kapelle, 17 mei 1929 - Izegem, 9 juni 1996) was een Belgisch senator.

## Levensloop
Vanlerberghe werd beroepshalve onderwijzer en schooldirecteur.
Hij werd politiek actief voor de SP en was voor deze partij van 1971 tot aan zijn overlijden gemeenteraadslid van Izegem, waar hij van 1971 tot 1976 en van 1989 tot 1996 schepen en van 1983 tot 1988 burgemeester was.
Van 1985 tot 1995 zetelde hij tevens in de Senaat: van 1985 tot 1987 als provinciaal senator voor West-Vlaanderen en van 1987 tot 1995 als rechtstreeks verkozen senator voor het arrondissement Roeselare-Tielt.
In de periode februari 1988-mei 1995 had hij als gevolg van het toen bestaande dubbelmandaat ook zitting in de Vlaamse Raad. De Vlaamse Raad was vanaf 21 oktober 1980 de opvolger van de Cultuurraad voor de Nederlandse Cultuurgemeenschap, die op 7 december 1971 werd geïnstalleerd, en was de voorloper van het huidige Vlaams Parlement.  
Zijn dochter Myriam Vanlerberghe werd ook politiek actief.